# Joinville
Joinville er en kommune i det sydlige af delstaten Santa Catarina, i Brasilien. Joinville bliver af de lokale indbyggere kaldet Joinvilense.

## Historie
Kommunen blev grundlagt 9. marts 1851.